# Czerwona (województwo mazowieckie)
Czerwona – wieś w Polsce położona w województwie mazowieckim, w powiecie lipskim, w gminie Ciepielów.
| SIMC    | Nazwa   | Rodzaj    |
| ------- | ------- | --------- |
| 0617261 | Olszyny | część wsi |

W latach 1975–1998 miejscowość administracyjnie należała do województwa radomskiego.
Wieś jest siedzibą rzymskokatolickiej parafii św. Jana Chrzciciela.